# La intrusa
|  | Aquest article tracta sobre la pel·lícula de 1999. Si cerqueu la telenovel·la veneçolana, vegeu «La intrusa (sèrie)». |

La intrusa (títol original en anglès: The Intruder) és una pel·lícula britànico-canadenca dirigida per David Bailey l'any 1999. Ha estat doblada al català.

## Argument
Catherine s'ha casat amb Nick, però creix una preocupació dintre seus: Stella, l'esposa precedent, realment ha desaparegut?
El film presenta els nous fantasmes: els que tenen un fonament a la quarta dimensió. Travessen el temps !

## Repartiment
- Charlotte Gainsbourg: Catherine Girard
- Charles Edwin Powell: Nick Girard
- Nastassja Kinski: Badge Muller
- Molly Parker: Daisy
- John Hannah: Charlie
- Charles Papasoff: saxofonista
- Marianne Farley: Stella/Nancy Brooke (llavors Marianne Therien)
- Mike Tsar: Detectiu Fordham
- Angelo Tsarouchas: Leiberman